# ديريك بيرسون
ديريك بيرسون (29 مارس 1937 في المملكة المتحدة - ) (بالإنجليزية: Derek Pearson)‏ هو لاعب كريكت بريطاني. لعب مع نادي مقاطعة ورسسترشاير للكريكيت ‏.

## وصلات خارجية
- ديريك بيرسون على موقع إي آس بي آن كريك إنفو (الإنجليزية)